# Maggie MacNeal

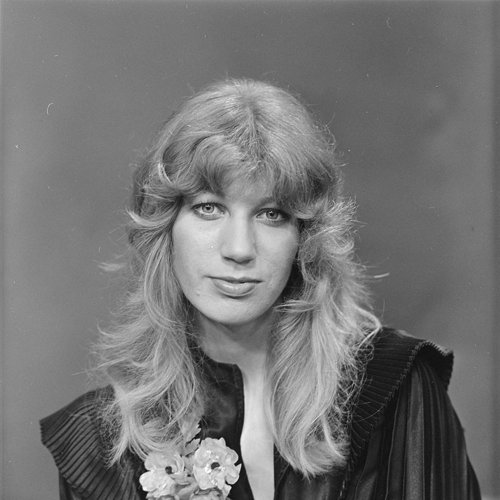
Maggie MacNeal (1975)

Maggie MacNeal (eigentlich: Sjoukje Lucie van’t Spijker; * 5. Mai 1950 in Tilburg, Niederlande) ist eine niederländische Sängerin, die vor allem als Mitglied des Duos Mouth & MacNeal bekannt wurde.

## Biografie

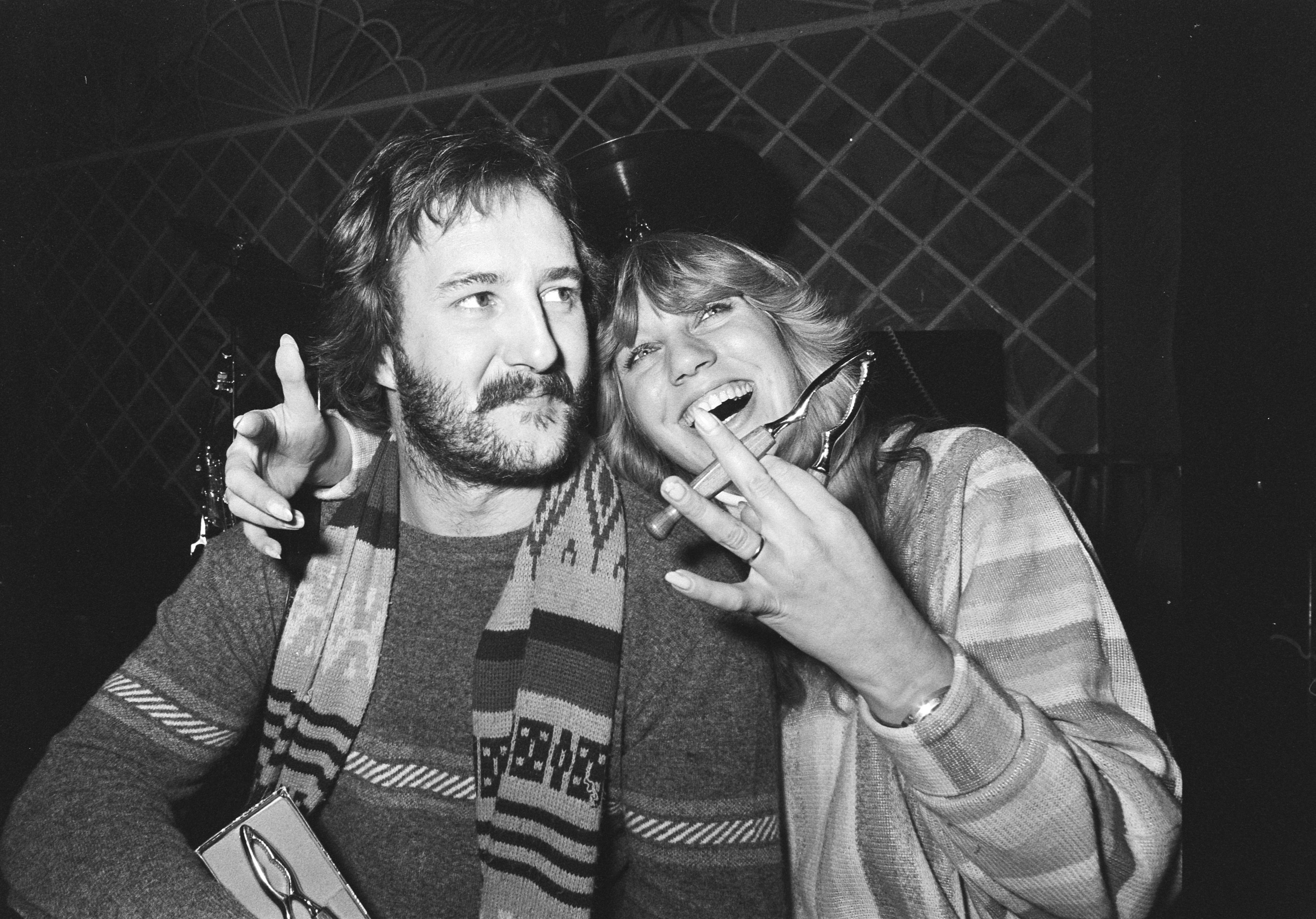
Maggie MacNeal und Jan Akkerman (1978)

Nach einem Achtungserfolg mit der Single I Heard It Through the Grapevine bildete MacNeal 1971 mit dem Sänger Willem Duyn das Gesangs-Duo „Mouth & MacNeal“, das in den folgenden Jahren mehrere internationale Hits hatte, darunter die Titel How Do You Do? und Hello-A. 1974 belegten die beiden als Vertreter der Niederlande mit I See a Star den dritten Platz beim Eurovision Song Contest.
Bald danach trennte sich das Duo und Maggie MacNeal nahm ab 1975 eine Reihe von Soloplatten auf, während Mouth mit seiner neuen Partnerin Ingrid Kup das Duo „Big Mouth & Little Eve“ gründete. Maggie MacNeal erreichte die niederländischen Top Ten mit den Singles Terug naar de kust („Zurück zur Küste“) und When You’re Gone (einer späteren Nummer 1 in Brasilien). Internationale Aufmerksamkeit bescherte ihr der fünfte Platz beim Eurovision Song Contest 1980 mit dem Titel Amsterdam, der jedoch in ihrer Heimat mit Platz 33 nur mäßigen Erfolg hatte.
Danach wurde es ruhiger um Maggie MacNeal, die im Jahr 2000 mit Marga Bult und Sandra Reemer die Gruppe Dutch Divas bildete, die gegenwärtig – nach dem Ausscheiden von Reemer – nur noch als Duo auftritt. Maggie MacNeal war 32 Jahre mit dem 2005 verstorbenen Frans Smit, einem ehemaligen Schlagzeuger der Gruppe Brainbox, verheiratet, der auf zahlreichen ihrer Soloplatten als Musiker oder Co-Autor beteiligt war. Eine gemeinsame Tochter wurde 1984 geboren.

## Diskografie

### Alben
| Jahr | Titel          | Höchstplatzierung, Gesamtwochen, AuszeichnungChartsChartplatzierungen (Jahr, Titel, Platzierungen, Wochen, Auszeichnungen, Anmerkungen) | Anmerkungen                                                  |
| Jahr | Titel          | NL | Anmerkungen                                                  |
| ---- | -------------- | --- | ------------------------------------------------------------ |
| 1976 | Maggie MacNeal | NL10 (5 Wo.)NL | Erstveröffentlichung: September 1976 Produzent: Peter Bewley |

Weitere Alben
- 1977: Fools Together
- 1979: Nighttime
- 1980: Amsterdam
- 1989: Leuk voor later

### Kompilationen
- 1981: When You’re Gone
- 1998: Remind

### Singles
| Jahr | Titel Album                     | Höchstplatzierung, Gesamtwochen, AuszeichnungChartsChartplatzierungen (Jahr, Titel, Album, Platzierungen, Wochen, Auszeichnungen, Anmerkungen) | Anmerkungen                                                                                     |
| Jahr | Titel Album                     | NL | Anmerkungen                                                                                     |
| ---- | ------------------------------- | --- | ----------------------------------------------------------------------------------------------- |
| 1975 | Nothing Else to Do –            | NL25 (5 Wo.)NL | Erstveröffentlichung: Juni 1975 Autoren: Frans Smit, Peter Bewley, Sjoukje Smit                 |
| 1975 | When You’re Gone Maggie MacNeal | NL3 (9 Wo.)NL | Erstveröffentlichung: November 1975 Autoren: Frans Smit, Sjoukje Smit                           |
| 1976 | Terug naar de kust –            | NL8 (7 Wo.)NL | Erstveröffentlichung: April 1976 Autoren: Theun de Winter, Sjoukje Smit                         |
| 1977 | Fools Together                  | NL11 (6 Wo.)NL | Erstveröffentlichung: September 1977 Autoren: Peter Bewley, Richard de Bois                     |
| 1980 | Amsterdam                       | NL33 (3 Wo.)NL | Erstveröffentlichung: April 1980 Autoren: Alex Alberts, Frans Smit, Robert Verwey, Sjoukje Smit |

Weitere Singles
- 1976: Love Was in Your Eyes
- 1976: Blackbird
- 1976: Ein Abend für zwei
- 1976: Make the Man Love Me
- 1977: You and I
- 1977: White Room (feat. Jan Akkerman)
- 1977: Jij alleen
- 1978: The One and Only
- 1978: Winter in Berlin
- 1979: Night Time
- 1979: Ooh
- 1980: Be My Friend
- 1980: Why Your Lady Says Goodbye
- 1981: Together
- 1983: I’ve Got You (You’ve Got Me)
- 1983: Still Can’t Believe It
- 1985: You Are My Hope
- 1989: Papa is lief
- 1989: Verloren tijd
- 1989: Terug naar de kust